# Marriage for Convenience
Marriage for Convenience er en amerikansk stumfilm fra 1919 af Sidney Olcott.

## Medvirkende
- Catherine Calvert som Natalie Rand
- Ann May som Barbara Rand
- George Majeroni som Oliver Landis
- Henry Sedley som Howard Pollard
- Blanche Davenport som Raleigh Rand